# Teixidor social capnegre

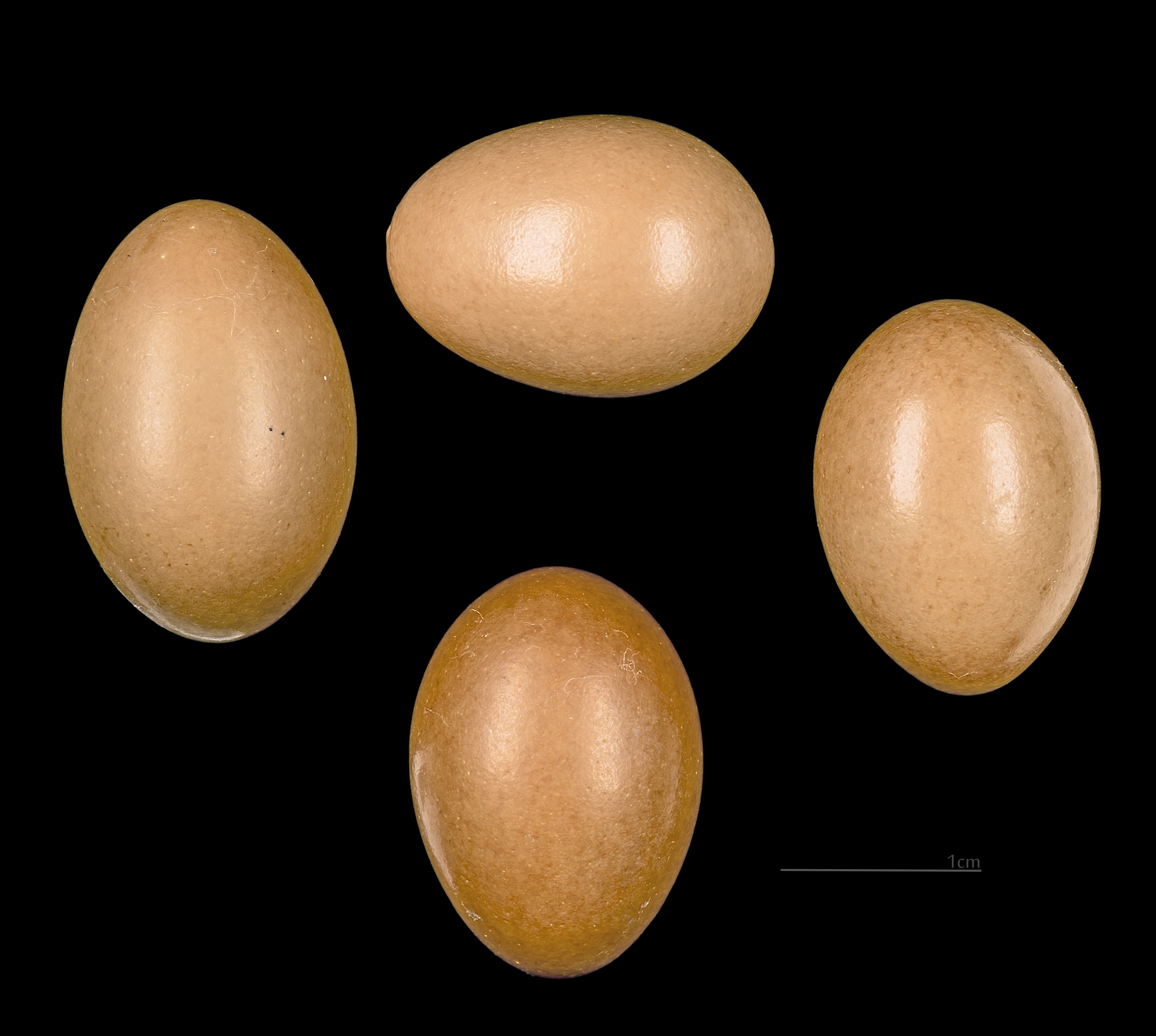
Ploceus melanocephalus

El teixidor capnegre (Ploceus melanocephalus) és un moixó de la família dels plocèids (Ploceidae) que habita generalment prop de zones humides i és utilitzat com ocell de gàbia.

## Morfología
El mascle és un ocell de color general groc amb el cap negre.

## Hàbitat i distribució
Habita zones amb vegetació de ribera, canyissars i praderies de l'Àfrica subsahariana, al nord de l'Equador, des del sud de Mauritània, cap a l'est fins a Eritrea i Etiòpia, i cap al sud fins al nord de Zàmbia i el nord-oest de Tanzània.